# Vip, mon frère le super héros
Pour plus de détails, voir Fiche technique et Distribution.
Vip, mon frère le super héros (Vip mio fratello superuomo) est un film d'animation humoristique italien réalisé par Bruno Bozzetto et sorti en 1968.
En parodiant le monde des super-héros, ce film satirique met l'accent sur les dangers du consumérisme et de l'abêtissement des masses.
L'histoire est également apparue, sous forme de bandes dessinées, dans les pages de Il Giorno dei Ragazzi, un magazine de bandes dessinées connu pour avoir accueilli la naissance du Cocco Bill de Benito Jacovitti.

## Synopsis
Les VIP sont une lignée de super-héros qui, depuis l'aube de l'humanité, ont défendu le monde contre l'injustice.
À chaque génération, le VIP actuel tombe amoureux et épouse un super-héros en voie de disparition, mais le dernier VIP, Baffovip, comprend mal le concept de super avec une caissière de supermarché et l'épouse.
Il en résulte deux fils Vip : mais si le premier, appelé Supervip, possède tous les pouvoirs de super-héros hérités de son père (comme la super-vitesse, l'ultra-force, le vol à grande vitesse), son jeune frère Minivip peut tout au plus planer à un demi-mètre du sol sur deux petites ailes et faire briller sa propre lumière la nuit.
Pour soigner le complexe d'infériorité que cela provoque chez le Minivip, une équipe de psychologues lui recommande une croisière en mer.
Mais quelque chose tourne mal et Minivip se retrouve, en compagnie d'un lion qui s'avère être Lisa (une étudiante en anthropologie qui rédige une thèse sur la lignée des VIP), sur l'île de Happy Betty, la reine des supermarchés HB. Cette femme arrogante, à la tête d'une organisation secrète, a conçu un plan fou pour transformer l'humanité entière en une masse de consommateurs dociles.
Après de nombreuses aventures amusantes, c'est Minivip qui sauve le monde et fait tomber amoureux de lui Nervustrella, une des victimes de Happy Betty, prouvant ainsi que lui et son frère sont tous deux de super VIP qui se complètent.

## Fiche technique
- Titre original italien : Vip mio fratello superuomo[1]
- Titre français : Vip, mon frère le super héros[2],[3]
- Réalisateur : Bruno Bozzetto
- Scénario : Bruno Bozzetto, Attilio Giovannini, Guido Manuli
- Montage : Luciano Marzetti, Giancarlo Rossi
- Effets spéciaux : Luciano Marzetti
- Musique : Franco Godi et le groupe 4 + 4 de Nora Orlandi
- Décors et direction artistique : Giovanni Mulazzani
- Animation : Guido Manuli, Franco Martelli, Giuseppe Laganà, Roberto Vitali
- Sociétés de production : Bruno Bozzetto Film
- Pays de production :  Italie
- Langue originale : italien
- Format : Couleur - Son mono - 35 mm
- Durée : 80 minutes
- Genre : Comédie
- Dates de sortie :
  - Italie : 13 octobre 1968

## Distribution des voix
- Lydia Simoneschi : Happy Betty
- Fiorella Betti : Lisa
- Micaela Esdra : Nervustrella
- Corrado Gaipa : le Colonel
- Pino Locchi : Schulz
- Arturo Dominici : Gardien de but
- Luciano De Ambrosis : Chef des Adam's boys
- Roberto Bertea : Professeur
- Vittorio Cramer : Voix à la radio
- Carlo D'Angelo : Voix du narrateur

## Série dérivée
Une série télévisée dérivée du film a vu le jour en 2008 : PsicoVip (it). Il s'agit d'une série télévisée de 26 épisodes en animation 3D produite par Rai Fiction et Maga Animation Studio.